# Cryptoblepharus mertensi
Espèce
Cryptoblepharus mertensi est une espèce de sauriens de la famille des Scincidae.

## Répartition
Cette espèce est endémique du Territoire du Nord en Australie.

## Étymologie
Cette espèce est nommée en l'honneur de Robert Friedrich Wilhelm Mertens.

## Publication originale
- Horner, 2007 : Systematics of the snake-eyed skinks, Cryptoblepharus Wiegmann (Reptilia: Squamata: Scincidae) - an Australian based review. The Beagle Supplement, vol. 3, p. 21-198.